# Пошивайло Юрій Миколайович
Пошивайло Юрій Миколайович (14 березня 1968 року, селище Опішня Зіньківського району Полтавської області) — гончар, скульптор, фотохудожник. Походить з відомого опішнянського роду гончарів Пошивайлів.
Після навчання в школі закінчив історичний факультет Київського державного педагогічного інституту імені Михайла Драгоманова. Трудову діяльність розпочав у Національному музеї-заповіднику українського гончарства. Нині працює головним художником музею-заповідника. Дизайнерське оформлення друкованих видань про гончарство і українську народно-ужиткове мистецтво Юрка Пошивайла відзначаються оригінальністю і самобутністю.
Значний вплив на стиль робіт Юрка Пошивайла здійснила творчість батька — гончаря Миколи Пошивайла.
Ранні роботи майстра — «Рибалка», «Лисичка», «Чоловік», композиції «Бій півників», «Музики».
Чільне місце в доробку Пошивайла займає монетка — мініатюрні миски, глечики, макітри, горщики і т. п. Значну увагу скульптор приділяє зооморфній пластиці, в яку, нерідко закладається філософський зміст. Останнім часом майстер звертається до тематики монументальної скульптури. Створені ним крізь призму свого бачення бюсти видатних особистостей України Тараса Шевченка (2014), Василя Кричевського (2015), Олександри Селюченко (2016), Леоніда Сморжа (2017) наповнені асоціативним чуттям та глибоким задумом.
Інша грань творчості Пошивайла — художня фотографія. Його фотороботи експонувалися на персональних виставках (Полтава, 2012—2014).

## Нагороди
Нагороджений срібною медаллю ВДНГ СРСР «За внесок в справу дослідження і популяризації досягнень українського гончарства» (1990), відзнакою Державного комітету інформаційної політики, телебачення і радіомовлення України (2000), почесною відзнакою Міністерства культури і туризму України «За досягнення в розвитку культури і мистецтв» (2010) та ін. Заслужений працівник культури України (2009), член Національної спілки фотохудожників України (2010).

## Джерело
- Марія Яценко. ТВОРЧІ ПОШУКИ ЮРКА ПОШИВАЙЛА